# Chrysobothris dorsata
Chrysobothris dorsata es una especie de escarabajo del género Chrysobothris, familia Buprestidae. Fue descrita científicamente por Fabricius en 1787.